# Înlăturarea gardului de la frontiera Ungariei cu Austria

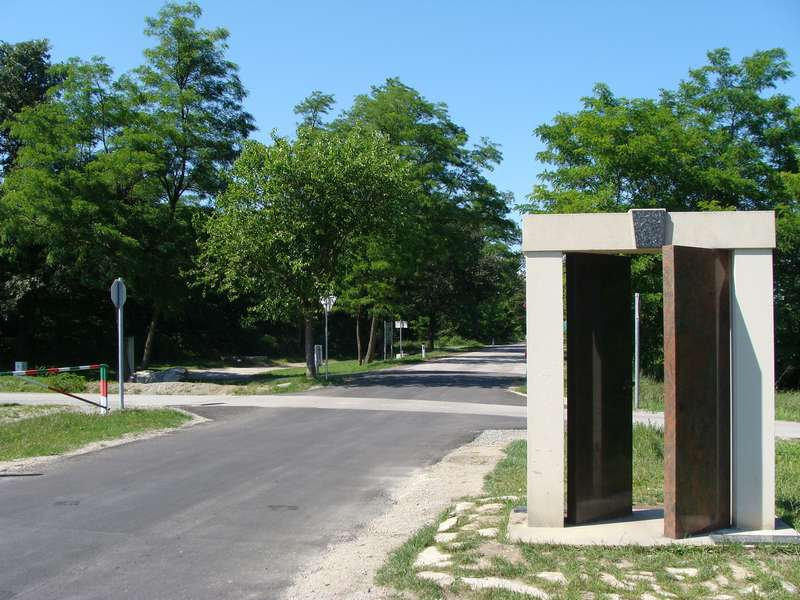
Granița dintre Ungaria și Austria lângă Sopron, Ungaria.

Înlăturarea gardului de la granița Ungariei cu Austria a avut loc în 1989, în timpul prăbușirii comunismului din Ungaria, care a făcut parte dintr-un val larg de revoluții în diferite țări comuniste din Europa Centrală și de Est. Granița era încă păzită cu strictețe, iar forțele de securitate maghiare au încercat să-i rețină pe refugiați. Demontarea gardului electric⁠(d) de-a lungul frontierei de 240 km lungume între Ungaria și Austria a fost prima mică fisură din „Cortina de Fier” care împărțea pe atunci Europa de mai bine de 40 de ani, de la sfârșitul celui de al Doilea Război Mondial. Apoi, picnicul paneuropean⁠(d) a provocat o reacție în lanț în Germania de Est, care a dus în cele din urmă la prăbușirea Zidului Berlinului.

## Istorie
În aprilie 1989, guvernul ungar a ordonat oprirea energiei electrice din gardul de sârmă ghimpată de la granița cu Austria. Pe 2 mai, polițiștii de frontieră au început să îndepărteze secțiuni ale barierei — fiind filmați de echipe ale televiziunilor occidentale convocate cu această ocazie. La 27 iunie, ministrul de externe al Ungariei, Gyula Horn, și omologul său austriac, Alois Mock⁠(d), au organizat o ceremonie simbolică de tăiere a gardului la punctul de trecere a frontierei Sopron (Ungaria).
Frontiera deschisă însemna că maghiarilor le era mai ușor să treacă în Austria pentru bunuri și servicii; mulți maghiari au folosit acest lucru pentru a cumpăra bunuri de larg consum care erau indisponibile sau rare în țara lor; un semn vizibil al acestui lucru în primele câteva săptămâni a fost faptul că multe mașini puteau fi văzute în orașe austriece, precum Graz, cu mașini de spălat legate de ele.
Cea mai faimoasă trecere a avut loc pe 19 august, când, în timpul picnicului paneuropean⁠(d) dintre austrieci și maghiari, peste 900 de est-germani aflați în vacanță în Ungaria au luat cu asalt granița și au evadat în Austria, după care au călătorit fără probleme în Germania de Vest.
Deschiderea frontierei i-a înfuriat pe oficialii est-germani, care se temeau că se vor întoarce la zilele dinaintea Zidului Berlinului, când mii de est-germani fugeau zilnic în Berlinul de Vest. Deși îngrijorată, Uniunea Sovietică nu a întreprins acțiuni deschise împotriva Ungariei, adoptând o poziție pasivă.